# Victoria Mboko
Victoria Vanessa Mboko (n. 26 august 2006, Charlotte, Carolina de Nord, SUA) este o jucătoare profesionistă de tenis din Canada. Cea mai bună clasare a sa la simplu este locul 24 mondial, în august 2025, iar la dublu, locul 540 mondial, în martie 2025.  Mboko a câștigat un titlu WTA Tour la simplu, un turneu de nivel WTA 1000, la Canadian Open 2025.
În cadrul circuitului ITF, a câștigat opt titluri la simplu și două la dublu. În tenisul junior, a jucat împreună cu Kayla Cross în finala de dublu la Australian Open 2022 și Wimbledon 2022.
A debutat în echipa canadiană a Cupei Billie Jean King în 2025, în runda de calificare împotriva României, unde a învins-o pe Miriam Bulgaru și împotriva Japoniei, unde a învins-o pe Ena Shibahara. Canadiencele nu s-au calificat însă la turneul final, ocupând locul al doilea în grupa A, după Japonia. Până în noiembrie 2025, ea a disputat două meciuri internaționale în competiție, cu un bilanț de 2-0 la simplu și 2-0 la dublu.

## Viața privată
S-a născut în 2006 în Charlotte, Carolina de Nord, într-o familie de imigranți africani. Părinții ei, Cyprien Mboko și Godee Kitadi, au fugit în 1999 – împreună cu fiica lor Gracia și fiul Kevin – din Republica Democratică Congo, unde se vorbește franceza, în Montreal, unde se vorbește franceza, înainte de al doilea război din Congo. Kitadi era în luna a noua de sarcină, așteptând nașterea celui de-al treilea copil, fiul David. În 2000, familia s-a mutat în Carolina de Nord, unde, după încă cinci ani, s-a stabilit în cel mai populat oraș al statului, Charlotte. În august 2006, Victoria Mbok a venit pe lume aici. Două luni mai târziu, toți s-au întors la Toronto pentru condiții mai bune de tenis. Copiii au început să se antreneze la Aviva Centre din Toronto, locul de desfășurare al Canada Masters. În 2010, la recomandarea fostului reprezentant al Cupei Davis, Pierre Lamarche, familia s-a mutat în Burlington, Ontario, unde frații au devenit membri ai academiei sale, Ace Tennis.

## Cariera profesională

### 2022-2023: Cariera timpurie
Mboko a debutat în turneul principal WTA Tour la Canadian Open 2022, în proba de dublu, alături de Kayla Cross. A jucat pentru prima dată în proba de simplu ca wildcard la Championnats Banque Nationale de Granby 2022, pierzând în fața Rebeccăi Marino. Primul său titlu profesional la simplu a venit la turneul ITF W25 de la Saskatoon în 2022, titlu pe care l-a apărat cu succes în 2023. Progresul său din anii anteriori a fost afectat de accidentări.
Mboko a ajuns în finala a două turnee de Grand Slam pentru juniori în 2022, pierzând în ambele competiții de dublu{ la Australian Open și la Wimbledon.

### 2025: Debut și finală în turneele majore WTA 1000, Top 25
În ianuarie și februarie, Mboko a câștigat 22 de meciuri consecutive fără să piardă niciun set, cucerind patru titluri ITF la simplu în turneele de la Le Lamentin (Martinica), Petit-Bourg (Guadelupa), Roma (SUA) și Manchester (Anglia). Cele 20 de victorii consecutive în meciurile de pe tabloul principal din această perioadă au stabilit un nou record pentru femeile canadiene de când ITF a început să țină evidența acestor rezultate în 1994. Ea a câștigat al cincilea titlu ITF al anului în martie, la turneul W75 din Porto, Portugalia, învingând-o pe Harriet Dart în finală. La începutul lunii mai 2025, bilanțul ei de victorii și înfrângeri pentru sezon era de 33-3. Această serie de rezultate a contribuit la intrarea ei în Top 200 WTA pentru prima dată, atingând cea mai bună clasare din carieră, locul 156, la 31 martie 2025.
Ea a primit o invitație specială pentru a participa la Miami Open, primul ei turneu WTA 1000. Acolo, ea a înregistrat prima sa victorie la nivel de WTA Tour, învingând-o pe Camila Osorio în prima rundă, înainte de a pierde în runda a doua în fața favoritei nr. 10, Paula Badosa, în tiebreak-ul setului al treilea.

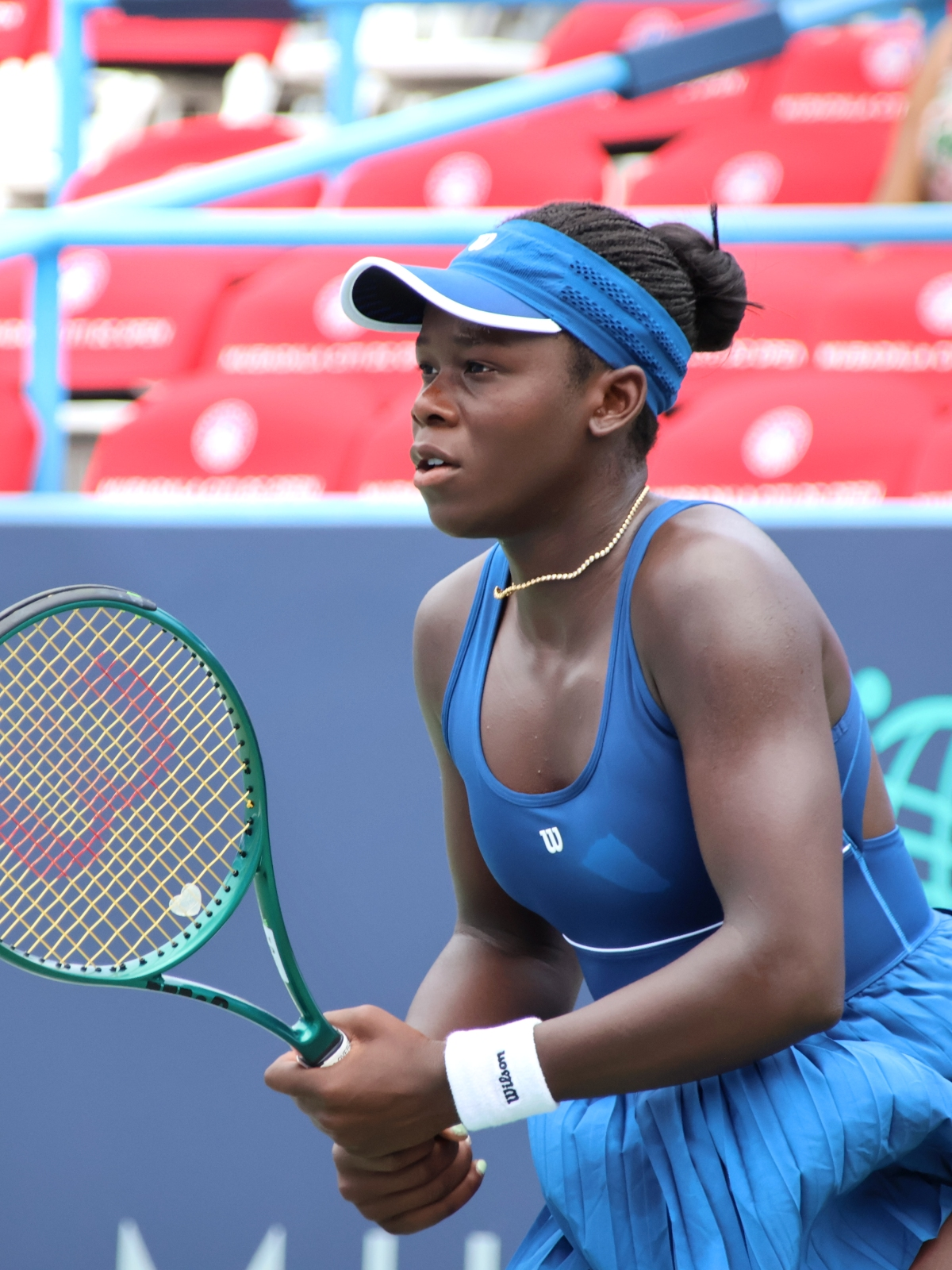
La Washington Open 2025

Mboko a debutat pentru echipa Canadei în Cupa Billie Jean King împotriva României în runda de calificare a Cupei Billie Jean King desfășurată la Tokyo, înregistrând o victorie împotriva lui Miriam Bulgaru în meciul de simplu din deschidere.
S-a calificat la Openul Italiei și a învins-o pe Arianna Zucchini, participantă cu wildcard, în prima rundă. În runda a doua a întâlnit-o pe Coco Gauff, cap de serie nr. 4, și a câștigat primul set, înainte ca Gauff să revină și să câștige meciul cu 5–7, 6–2, 6–1. Mboko a debutat în Grand Slam la French Open. În calificări, a învins-o pe Sinja Kraus, Kathinka von Deichmann și Kaja Juvan, toate în seturi directe, pentru a avansa în primul său turneu principal de Grand Slam. Mboko a obținut primele sale victorii importante în turneul principal, învingându-le pe Lulu Sun și Eva Lys pentru a ajunge în runda a treia pentru prima dată în carieră, la debutul său în turneele majore. Ca urmare, Mboko a devenit doar a treia adolescentă clasată în top 100, pe locul 91 mondial, la 9 iunie 2025, alături de Maya Joint și Mirra Andreeva. Ea a debutat și la Campionatul de la Wimbledon din 2025, de data aceasta ca lucky loser, dar a pierdut în fața lui Hailey Baptiste.
La Canada Masters 2025, Mboko a ajuns în sferturile de finală ale unui turneu WTA 1000 pentru prima dată în cariera sa, învingând-o pe favorita nr. 1 și numărul 2 mondial, Coco Gauff, în două seturi. Ea a devenit cea mai tânără canadiancă care a realizat această performanță la turneu de la Helen Kelesi în 1987. Apoi, a învins-o pe Jéssica Bouzas Maneiro și a ajuns în prima sa semifinală WTA 1000. Drept urmare, în august 2025 a intrat în top 50 în clasamentul WTA la simplu. A devenit cea mai tânără jucătoare care a ajuns în această etapă de la Belinda Bencic în 2015 și, de asemenea, a treia femeie din Era Open care a ajuns în prima sa semifinală la nivel de turneu WTA la turneul din Canada, după Elise Burgin în 1983 și Marie Bouzkova în 2019.  Mboko a învins-o pe Elena Rîbakina, cap de serie nr. 9, în trei seturi, ajungând în prima sa finală la nivel de turneu, salvând un punct de meci și devenind a patra femeie canadiancă din Era Open care a ajuns în finală la turneul de acasă din Canada. Ea a fost, de asemenea, prima canadiancă care a ajuns în semifinalele și finala evenimentului când acesta a avut loc în Quebec (Faye Urban, Vicki Berner și Bianca Andreescu au reușit acest lucru la Toronto). În finală, ea a învins-o pe Naomi Osaka în trei seturi, câștigând primul său titlu WTA și, ca urmare, a ajuns în top 25, pe locul 24 în clasamentul WTA la simplu, la 11 august 2025.

## Statistici carieră
| Turneu                 | 2022 | 2023 | 2024 | 2025 | SR    | C–P  |
| ---------------------- | ---- | ---- | ---- | ---- | ----- | ---- |
| Turnee Grand Slam      |      |      |      |      |       |      |
| Australian Open        | A    | A    | A    | A    | 0 / 0 | 0–0  |
| French Open            | A    | A    | A    | 3R   | 0 / 1 | 2–1  |
| Wimbledon              | A    | A    | A    | 2R   | 0 / 1 | 1–1  |
| US Open                | A    | A    | A    |      | 0 / 0 | 0–0  |
| Câștigat–Pierdut       | 0–0  | 0–0  | 0–0  | 3–2  | 0 / 2 | 3–2  |
| Reprezentare națională |      |      |      |      |       |      |
| Cupa Billie Jean King  | A    | A    | A    | QR   | 0 / 0 | 2–0  |
| Turnee WTA 1000        |      |      |      |      |       |      |
| Qatar Open             | A    | A    | A    | A    | 0 / 0 | 0–0  |
| Dubai Open             | A    | A    | A    | A    | 0 / 0 | 0–0  |
| Indian Wells Open      | A    | A    | A    | A    | 0 / 0 | 0–0  |
| Miami Open             | A    | A    | A    | 2R   | 0 / 1 | 1–1  |
| Madrid Open            | A    | A    | A    | A    | 0 / 0 | 0–0  |
| Italian Open           | A    | A    | A    | 2R   | 0 / 1 | 1–1  |
| Canadian Open          | Q1   | A    | A    | C    | 1 / 1 | 7–0  |
| Cincinnati Open        | A    | A    | A    |      | 0 / 0 | 0–0  |
| China Open             | NH   | A    | A    |      | 0 / 0 | 0–0  |
| Wuhan Open             | NH   | NH   | A    |      | 0 / 0 | 0–0  |
| Câștigat–Pierdut       | 0–0  | 0–0  | 0–0  | 9–2  | 1 / 3 | 9–2  |
| Statistici carieră     |      |      |      |      |       |      |
| Turnee                 | 1    | 0    | 0    | 6    | 7     | 7    |
| Câștigat–Pierdut       | 0–1  | 0–0  | 0–0  | 15–5 | 15–6  | 15–6 |
| Cls sfârșitul anului   | 499  | 323  | 350  |      | 71%   | 71%  |

## Finale semnificative

### Turnee WTA 1000

#### Simplu: 1 (titlu)
| Rezultat | An   | Turneu        | Suprafață | Adversară   | Scor          |
| -------- | ---- | ------------- | --------- | ----------- | ------------- |
| Câștigat | 2025 | Canadian Open | Hard      | Naomi Osaka | 2–6, 6–4, 6–1 |

## Finale Circuitul ITF

### Simplu: 11 (8 titluri, 3 finaliste)
| Legendă             |
| ------------------- |
| Turnee W60/75 (3–0) |
| Turnee W50 (0–1)    |
| Turnee W25/35 (5–2) |

| Finale după suprafață |
| --------------------- |
| Hard (7–2)            |
| Zgură (1–1)           |
| Iarbă (0–0)           |

| Rezultat | C–P | Dată            | Turneu                               | Tip | Suprafață | Adversar           | Scor          |
| -------- | --- | --------------- | ------------------------------------ | --- | --------- | ------------------ | ------------- |
| Pierdut  | 0–1 | aprilie 2022    | ITF Monastir, Tunisia                | W25 | Hard      | Zhu Lin            | 1–6, 6–4, 4–6 |
| Câștigat | 1–1 | iulie 2022      | Saskatoon Challenger, Canada         | W25 | Hard      | Madison Sieg       | 6–2, 6–0      |
| Câștigat | 2–1 | iulie 2023      | Saskatoon Challenger, Canada         | W60 | Hard      | Emina Bektas       | 6–4, 6–4      |
| Pierdut  | 2–2 | mai 2024        | ITF Otocec, Slovenia                 | W50 | Zgură     | Barbora Palicová   | 1–6, 6–2, 4–6 |
| Câștigat | 3–2 | iulie 2024      | ITF Darmstadt, Germania              | W35 | Zgură     | Ángela Fita Boluda | 6–4, 6–4      |
| Pierdut  | 3–3 | septembrie 2024 | ITF Berkeley, US                     | W35 | Hard      | Iva Jovic          | 3–6, 6–2, 3–6 |
| Câștigat | 4–3 | ianuarie 2025   | ITF Le Lamentin, France (Martinique) | W35 | Hard      | Clervie Ngounoue   | 7–5, 6–3      |
| Câștigat | 5–3 | ianuarie 2025   | ITF Petit-Bourg, Franța (Guadeloupe) | W35 | Hard      | Clervie Ngounoue   | 6–4, 6–0      |
| Câștigat | 6–3 | ianuarie 2025   | Georgia's Rome Open, US              | W75 | Hard (i)  | Eva Vedder         | 7–5, 6–3      |
| Câștigat | 7–3 | februarie 2025  | ITF Manchester, UK                   | W35 | Hard (i)  | Manon Léonard      | 7–6(0), 6–2   |
| Câștigat | 8–3 | martie 2025     | Porto Indoor, Portugalia             | W75 | Hard (i)  | Harriet Dart       | 6–1, 6–1      |